# Mari (oldtidsrige)
 For alternative betydninger, se Mari. (Se også artikler, som begynder med Mari)
Mari var en forhistorisk by ved floden Eufrat i det nuværende Syrien. Stedets nuværende navn er Tell Hariri.

## Historie
Mari var magtcentrum for et mægtigt rige under det 3. og begyndelsen af det 2. årtusinde f.Kr. Under den tidlige bronzealder opstod der en bystat, som gennem sin
beliggenhed kunne beherske handelsvejene nordpå og sydpå langs floddalen omkring Eufrat og Khabur. Byen blev erobret og ødelagt omkring 2.300 f.Kr. af Sargon af Akkad.
Et nyt amoritisk dynasti kom til magten omkring 1.900 f.Kr. Mari underkuede de andre bystater i Khaburs og mellemste Eufrats floddale. Omkring 1.800 f.Kr. regeredes riget af Yahdun-Lim, som kom i konflikt med Assyriens nye hersker Shamshi-Adad I. Mari mistede sit territorium til assyrerne, og Yahdun-Lim blev dræbt. Hans søn Zimri-Lim sendtes i eksil til Halab (Aleppo). Shamshi-Adad indsatte derpå sin søn Yasmah-Adad som konge i Mari. Yasmah-Adad regerede til sin fars død, da han blev styrtet. Zimri-Lim blev kaldt hjem og besteg tronen i et selvstændigt Mari. Zimri-Lim allierede sig med Hammurabi af Babylon mod en assyrisk alliance. Da Hammurabi havde slået sine fjender i syd og øst, vendte han sig imidlertid imod sin tidligere allierede Zimri-Lim og besejrede ham. Byen ødelagdes af babylonerne i 1.700-tallet f.Kr. og blev aldrig genskabt.

## Arkæologi
Tell Hariri, det tidligere Mari, er et velbevaret fundsted takket være, at byen blev opgivet så tidligt i historien og forblev urørt. Arkæologiske udgravninger begyndte i 1930-erne af franskmanden André Parrot. Man har udgravet et stort palads og flere templer. Blandt fundene er flere veludførte statuer og vægmalerier, som nu findes på Louvre i Paris. Det vigtigste fund var dog det omfattende arkiv, som tilhørte paladset. Oversættelsen af disse tekster skrevne på 25.000 lertavler med kileskrift har vist hvorledes paladsets administration fungerede. Maris omskiftelige politiske historie har ligeledes kunnet rekonstrueres takket være arkivet.